# Artémidore (géographe)
Pour les articles homonymes, voir Artémidore.

Artémidore (en grec ancien Αρτεμίδωρος) dit parfois Artémidore « d'Éphèse », créant une confusion avec Artémidore de Daldis dit aussi « d'Éphèse » est un célèbre géographe grec du Ier siècle av. J.-C.

## Biographie
Il visita l'Italie en tant qu'ambassadeur à Rome, l'Espagne, l'Égypte et la plupart des pays riverains de la Méditerranée. Il écrivit ensuite une vaste géographie (Geographoumena) en onze livres. Il ajouta beaucoup aux renseignements qu'il puisa dans les œuvres de ses prédécesseurs Agatharchide, Ératosthène, etc. Strabon et Étienne de Byzance nous ont conservé de nombreux fragments de cet ouvrage.

### Fragments
- Die Fragmente der griechischen Historiker, éd. Jacoby F., Berlin, puis Leyde, depuis 1923, en 16 vol. N° 438.
- Robert Stiehle, Der Geograph Artemidoros von Ephesos, Philologus, 11, 1856, pp. 193–244.

### Études
- Gerd Hagenow, Untersuchungen zu Artemidors Geographie des Westens, Göttingen, Quakenbrück, 1932.
- Claudio Gallazzi, Barbel Kramer, "Artemidor im Zeichensaal : eine Papyrusrolle mit Text, Landkarte und Skizzenbüchern aus späthellenistischer Zeit", Archiv für Papyrusforschung 44, 1998, pp. 189–208.
- Luciano Canfora, The true history of the so-called Artemidorus Papyrus, Bari, Edizioni di pagina, 2007.
- Luciano Canfora, Il papiro di Artemidoro, con contributi di Luciano Bossina, Livia Capponi, Giuseppe Carlucci, Vanna Maraglino, Stefano Micunco, Rosa Otranto, Claudio Schiano e un saggio del nuovo papiro. Bari, Laterza, 2008.
- Claudio Gallazzi, Barbel Kramer, Salvatore Settis, Il papiro di Artemidoro, con la collaborazione di G. Adornato, A. C. Cassio, A. Soldati, Milano, LEDi, 2008.
- Salvatore Settis, Artemidoro : un papiro dal I secolo al XXI, Torino, Einaudi, 2008.
- Luciano Canfora, Il viaggio di Artemidoro : vita e avventure di un grande esploratore dell'antichità, Milano, Rizzoli, 2010.
- Claudio Schiano, Artemidoro di Efeso e la scienza del suo tempo, Bari, Dedalo, 2010